# 6116

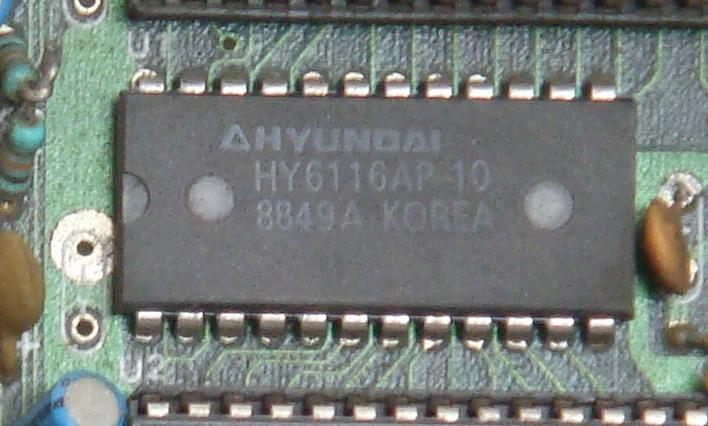
Hyundai HY6116AP-10

Der 6116 ist ein statisches RAM mit einer Speicherkapazität von 16384 Bit, organisiert zu 2048×8 Bit. Der Baustein wird in CMOS-Technik gefertigt und im 24-Pin-DIL-Gehäuse geliefert. Er wird u. a. von Hyundai und Integrated Device Technology produziert. Die Zugriffszeiten liegen je nach Bauart zwischen 15 und 150 Nanosekunden.